# Каневский, Борис Петрович
Борис Петрович Каневский (26 мая 1922, Лубны, Полтавская область, УССР, СССР — 12 сентября 1991, Москва, СССР) — советский библиотековед и редактор. Заслуженный работник культуры РСФСР (1975).

## Биография
Родился 26 мая 1922 года в Лубнах. Вскоре после рождения переехал в Москву. В 1941 году был мобилизован в армию в связи с началом ВОВ и прошёл всю войну. После демобилизации в 1947 году поступил на исторический факультет МГУ, который он окончил в 1952 году. В 1952 году устроился на работу в ГБЛ, где сначала был библиотекарем вплоть до 1957 года. В 1957 году был повышен в должности — заведовал отделом комплектования иностранной литературы и международного книгообмена вплоть до своей смерти.
Скончался 12 сентября 1991 года в Москве.

### Личная жизнь
Борис Каневский в 1945 году женился на Анжелике Исааковне Каневской (урождённая Разбаш, 1922—1962), гистологе и патологоанатоме.

## Научные работы
Основные научные работы посвящены библиотековедению. Автор свыше 120 научных работ, часть из которых опубликована на иностранных языках.
- Занимался исследованиями истории библиотечных связей со времён Российской империи до конца 1980-х годов.

## Редакторская деятельность
- 1971—1986 — ответственный редактор сборника Библиотековедение и библиография за рубежом.